# Jan Buchtele
Jan Buchtele (* 21. července 1990, Hradec Králové) je český hokejový útočník, odchovanec klubu HC Hradec Králové, který hraje za tým BK Mladá Boleslav.

## Hráčská kariéra
- 2009/2010 HC Eaton Pardubice
- 2010/2011 HC Eaton Pardubice
- 2011/2012 HC ČSOB Pojišťovna Pardubice
- 2012/2013 HC ČSOB Pojišťovna Pardubice
- 2013/2014 HC Sparta Praha
- 2014/2015 HC Sparta Praha
- 2015/2016 HC Sparta Praha
- 2016/2017 Avtomobilist Jekatěrinburg (KHL)
- 2016/2017 HC Sparta Praha
- 2017/2018 HC Slovan Bratislava (KHL), HC Sparta Praha
- 2018-2019 HC Sparta Praha (E)
- 2019-2020 HC Sparta Praha (E)
- 2020-2021 HC Sparta Praha (E)
- 2021-2022 HC Sparta Praha (E)
- 2022-2023 HC Sparta Praha (E)
- 2023-2024 HC Sparta Praha (E)
- 2024-2025 BK Mladá Boleslav